# Trần Đình Hượu
Trần Đình Hượu (1 tháng 1 năm 1927 – 16 tháng 1 năm 1995) là Giáo sư - Tiến sĩ, nhà nghiên cứu về văn học và nho giáo trong văn học Việt Nam và lịch sử tư tưởng, quê ông ở huyện Thanh Chương, tỉnh Nghệ An.

## Tiểu sử
Trần Đình Hượu sinh quán xã Võ Liệt, huyện Thanh Chương, tỉnh Nghệ An. Cha ông (sinh vào khoảng 1871 - 1872) làm nghề bốc thuốc, là học trò của Phan Bội Châu và như hầu hết các nhà nho Nghệ Tĩnh có khí tiết, có tâm huyết với thời vận, cũng noi gương Phan Bội Châu mà giáo dục con em theo tinh thần của khẩu hiệu "Chẳng thèm chơi, chẳng thèm mặc, chẳng thèm ăn...". Năm 1940, cha ông qua đời năm ông 14 tuổi.
Năm 1945, tham gia Thanh niên cứu quốc và Ủy ban Khởi nghĩa xã Võ Liệt. Từ 1959- 1963, là nghiên cứu sinh ở Đại học Tổng hợp Lômônôsôp, thuộc Liên Xô, với đề tài về Mặc Tử. Từ năm 1963 đến năm 1993, giảng dạy tại Khoa Ngữ văn, Đại học Tổng hợp Hà Nội. Năm 1963 đến năm 1964, soạn và giảng Tư tưởng Nho gia và Lão Trang và chuyên đề Nho giáo, nhà nho và văn học. Năm 1993, tham gia Hội thảo Văn hóa và tư tưởng trong khu vực văn hóa dùng chữ Hán tại Nhật Bản. Năm 1994, giảng ở Đại học Prôvăngxơ, Cộng hòa Pháp. Ông từng là giảng viên khoa Ngữ Văn trường Đại học tổng hợp Hà Nội từ năm 1963 -1995.
Một thời gian ngắn ông dạy ở trường Đại học Provence (Pháp)

## Tác phẩm
Các giáo trình, chuyên khảo, sách tham khảo. Thường là những sách của ông là tãp hợp những bài giảng hay tham luận về đề tài văn hóa. 
- Một số vấn đề lý luận về lịch sử tư tưởng Việt Nam (viết chung). 1984.
- Văn học Việt Nam giai đoạn giao thời 1900 – 1930 (chủ biên). Nhà xuất bản
- Đại học và Giáo dục chuyên nghiệp, 1988.
- Văn học và hiện thực (viết chung). Nhà xuất bản Khoa học Xã hội, 1990.
- Đến hiện đại từ truyền thống. Nhà xuất bản Văn hóa, l996, gồm tập hợp những bài viết và tham luận rải rác từ năm 1974 đến 1993 về đề tài Nho giáo, Phật giáo, Đạo giáo và những truyền thống văn hóa bản địa
- Nho giáo và văn học Việt Nam trung cận đại. Nhà xuất bản Văn hoá Thông tin, 1995.
- Các bài giảng về tư tưởng phương Đông (Lại Nguyên Ân ghi). Nhà xuất bản Đại học Quốc gia Hà Nội, 2001.
- Tuyển tập Trần Đình Hượu (2 tập).